# Leptolaimus meyer-reili
Leptolaimus meyer-reili is een rondwormensoort uit de familie van de Leptolaimidae. De wetenschappelijke naam van de soort is voor het eerst geldig gepubliceerd in 1991 door Jensen.